# Diocesi di Tapachula
La diocesi di Tapachula (in latino Dioecesis Tapacolensis) è una sede della Chiesa cattolica in Messico suffraganea dell'arcidiocesi di Tuxtla Gutiérrez. Nel 2023 contava 610.135 battezzati su 1.151.198 abitanti. È retta dal vescovo Luis Manuel López Alfaro.

## Territorio
La diocesi comprende i seguenti comuni nella parte meridionale dello stato messicano del Chiapas: Tapachula, Arriaga, Tonalá, Pijijiapan, Mapastepec, Motozintla, Siltepec, Bella Vista, La Grandeza, Bejucal de Ocampo, Amatenango de la Frontera, El Porvenir, Mazapa de Madero, Escuintla, Acacoyagua, Acapetahua, Huixtla, Pueblo Nuevo, Tuzantán, Huehuetán, Mazatán, Tuxtla Chico, Cacahoatán, Frontera Hidalgo, Metapa, Suchiate e Unión Juárez.
Sede vescovile è la città di Tapachula, dove si trova la cattedrale di San Giuseppe.
Il territorio si estende su 12.245 km² ed è suddiviso in 53 parrocchie.

## Storia
La diocesi è stata eretta il 19 giugno 1957 con la bolla Cum Nos in Petri di papa Pio XII, ricavandone il territorio dalla diocesi del Chiapas (oggi diocesi di San Cristóbal de Las Casas). Originariamente era suffraganea dell'arcidiocesi di Antequera.
Il 14 aprile 1959, con la lettera apostolica Cui datum fuit, papa Giovanni XXIII ha proclamato San Giuseppe patrono principale della diocesi.
Il 27 ottobre 1964 ha ceduto una porzione di territorio a vantaggio dell'erezione della diocesi di Tuxtla Gutiérrez (oggi arcidiocesi). Contestualmente ha ceduto alcuni comuni alla diocesi di San Cristóbal de Las Casas.
Il 25 novembre 2006 è entrata a far parte della provincia ecclesiastica del Chiapas, come suffraganea dell'arcidiocesi di Tuxtla Gutiérrez.

## Cronotassi dei vescovi
Si omettono i periodi di sede vacante non superiori ai 2 anni o non storicamente accertati.
- Adolfo Hernández Hurtado † (13 gennaio 1958 - 6 settembre 1970 nominato vescovo di Zamora)
- Bartolomé Carrasco Briseño † (11 giugno 1971 - 11 giugno 1976 nominato arcivescovo di Antequera)
- Juvenal Porcayo Uribe † (3 luglio 1976 - 30 giugno 1983 deceduto)
- Luis Miguel Cantón Marín † (30 marzo 1984 - 10 maggio 1990 deceduto)
- Felipe Arizmendi Esquivel (7 febbraio 1991 - 31 marzo 2000 nominato vescovo di San Cristóbal de Las Casas)
- Rogelio Cabrera López (16 luglio 2001 - 11 settembre 2004 nominato vescovo di Tuxtla Gutiérrez)
- Leopoldo González González (9 giugno 2005 - 30 giugno 2017 nominato arcivescovo di Acapulco)
- Jaime Calderón Calderón (7 luglio 2018 - 4 luglio 2024 nominato arcivescovo di León)
- Luis Manuel López Alfaro, dal 9 aprile 2025

## Statistiche
La diocesi nel 2023 su una popolazione di 1.151.198 persone contava 610.135 battezzati, corrispondenti al 53,0% del totale.
| anno | popolazione | popolazione | popolazione | presbiteri | presbiteri | presbiteri | presbiteri                | diaconi | religiosi | religiosi | parrocchie |
| anno | battezzati  | totale      | %           | numero     | secolari   | regolari   | battezzati per presbitero | diaconi | uomini    | donne     | parrocchie |
| ---- | ----------- | ----------- | ----------- | ---------- | ---------- | ---------- | ------------------------- | ------- | --------- | --------- | ---------- |
| 1966 | 375.553     | 390.553     | 96,2        | 22         | 17         | 5          | 17.070                    |         | 11        | 50        | 10         |
| 1968 | 375.553     | 390.553     | 96,2        | 25         | 21         | 4          | 15.022                    |         | 12        | 50        | 8          |
| 1976 | 416.000     | 520.000     | 80,0        | 41         | 37         | 4          | 10.146                    |         | 4         | 76        | 18         |
| 1980 | 479.000     | 589.000     | 81,3        | 36         | 32         | 4          | 13.305                    |         | 4         | 82        | 23         |
| 1990 | 823.036     | 930.451     | 88,5        | 50         | 48         | 2          | 16.460                    |         | 2         | 112       | 32         |
| 1999 | 1.058.494   | 1.202.388   | 88,0        | 79         | 70         | 9          | 13.398                    |         | 9         | 106       | 38         |
| 2000 | 1.093.198   | 1.238.459   | 88,3        | 70         | 61         | 9          | 15.617                    |         | 9         | 106       | 38         |
| 2001 | 1.125.450   | 1.270.459   | 88,6        | 78         | 69         | 9          | 14.428                    |         | 9         | 110       | 38         |
| 2002 | 1.271.750   | 1.325.416   | 96,0        | 70         | 62         | 8          | 18.167                    |         | 8         | 112       | 38         |
| 2003 | 1.350.180   | 1.435.120   | 94,1        | 79         | 71         | 8          | 17.090                    |         | 8         | 109       | 41         |
| 2004 | 1.365.230   | 1.524.120   | 89,6        | 83         | 75         | 8          | 16.448                    |         | 8         | 103       | 41         |
| 2010 | 1.498.000   | 1.714.000   | 87,4        | 97         | 89         | 8          | 15.443                    |         | 8         | 134       | 42         |
| 2014 | 1.488.000   | 1.773.000   | 83,9        | 101        | 90         | 11         | 14.732                    |         | 11        | 131       | 47         |
| 2017 | 853.600     | 1.260.700   | 67,7        | 106        | 98         | 8          | 8.052                     |         | 8         | 130       | 53         |
| 2020 | 756.343     | 2.986.657   | 25,3        | 114        | 106        | 8          | 6.634                     |         | 8         | 150       | 50         |
| 2022 | 804.000     | 3.176.000   | 25,3        | 110        | 102        | 8          | 7.309                     |         | 8         | 103       | 53         |
| 2023 | 610.135     | 1.151.198   | 53,0        | 109        | 101        | 8          | 5.597                     |         | 8         | 111       | 53         |